# انتشارات نیلوفر
انتشارات نیلوفر از شرکت‌های انتشاراتی ایرانی است که عمدتاً به چاپ کتاب‌های ادبی می‌پردازد.
مدیر مسئول این انتشارات محمدکریمی زنجانی است. دفتر آن در تهران، خیابان انقلاب اسلامی، خیابان دانشگاه شماره ۱۰۳ قرار دارد.